# Monasterolo Casotto
Monasterolo Casotto (Monasteireu in Piemontesisch) ist eine italienische Gemeinde in der Provinz Cuneo (CN), Region Piemont.

## Lage und Einwohner
Monasterolo Casotto liegt 45 km östlich von der Provinzhauptstadt Cuneo entfernt. Das Gemeindegebiet umfasst eine Fläche von 7,68 km² und hat 81 Einwohner (Stand 31. Dezember 2023). Die Gemeinde besteht aus den Dörfern Sottana, Cravena, Soprana, Case Scuole und Garassini.
Die Nachbargemeinden sind Lisio, Mombasiglio, Pamparato, San Michele Mondovì, Scagnello, Torre Mondovì und Viola.

## Geschichte

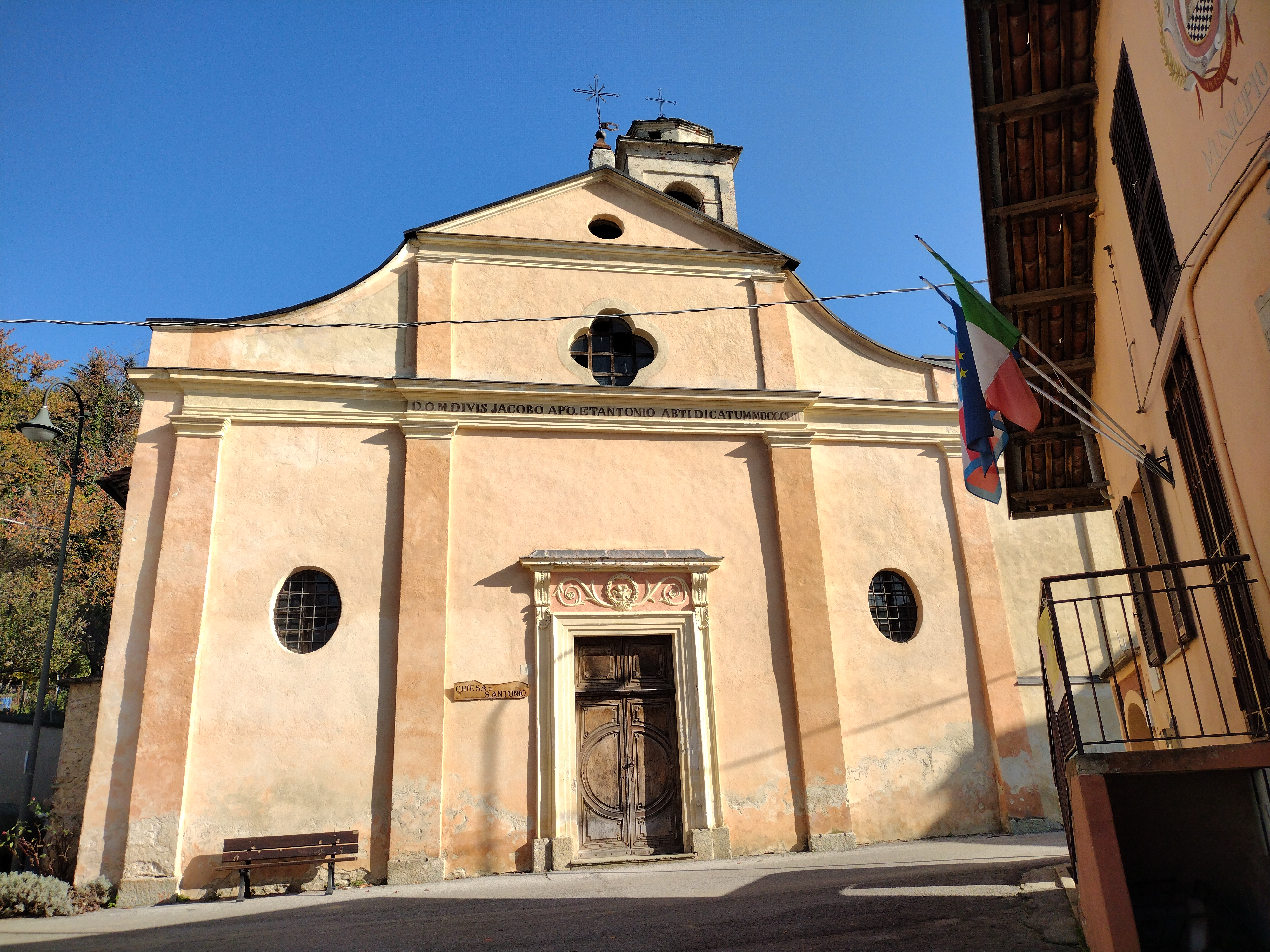
Die Pfarrkirche

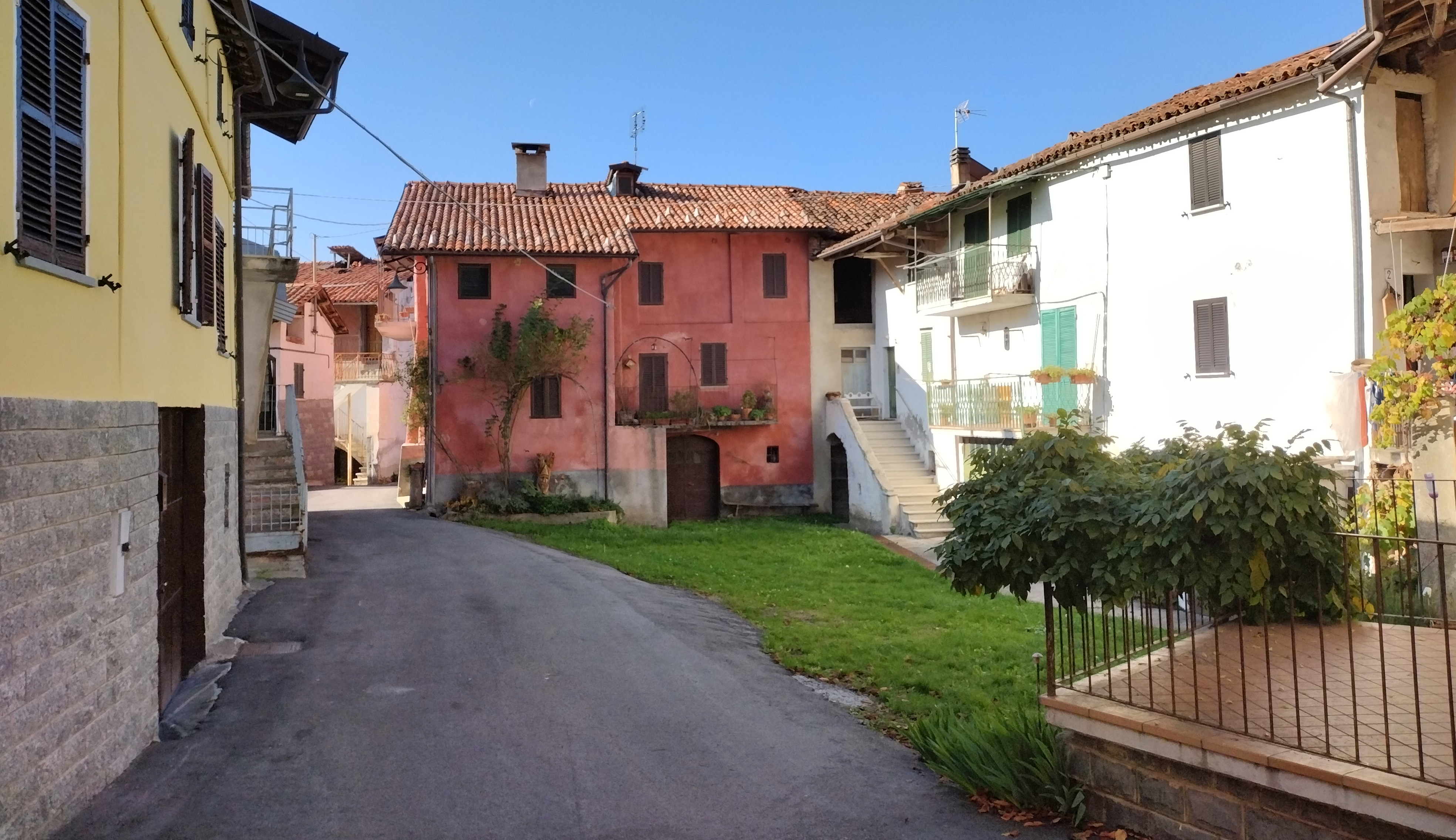
Dorfansicht

Eine alte Inschrift, die in der Wallfahrtskirche San Colombano gefunden wurde, schreibt der kleinen Stadt Monasterolo Casotto römische Ursprünge zu, deren Name jedoch einem Benediktinerkloster zugeschrieben werden muss, das sich später um 1000 hier niederließ, in dem jedoch bereits eine lombardische Präsenz herrschte altes Kloster der Benediktinerinnen, verbunden mit dem Kloster Pogliola di Morozzo.
Der Zusatz „Casotto“, abgeleitet vom Namen des Baches, der durch das Tal fließt, geht auf das Jahr 1862 zurück, als ein königlicher Erlass den Gemeinden der Provinz Cuneo das Recht einräumte, einen neuen Namen anzunehmen. Bei dieser Gelegenheit wurde auch ein neues Wappen angenommen, das eine an ein Kloster gelehnte Kirche zeigt, auf der ein weißer Turm steht, umgeben von zwei Stechpalmenzweigen.
In der Geschichte von Monasterolo Casotto ging der Besitz vom Grafen von Bredolo auf den von Alba und den Marquis von Ceva über, zur Verfügung des Marquis Bonifacio von Savona, der die Staaten 1142 geteilt hatte. Die Herren von Monasterolo bewohnten die heute zerstörte Burg in der Nähe des Baches Feia (Faja im lokalen Dialekt), die während der blutigen „Salzkriege“ zwischen 1680 und 1699 Sitz der Zölle und der Justiz war. Von der Burg steht heute noch ein Turm. Die Gebiete wurden zwischen dem Markgrafen von Ceva und dem Savoyer Hof umstritten, woraufhin die Einwohner von Monasterolo auch in die verschiedenen Kriege verwickelt wurden, die zuerst Piemont, insbesondere die blutigen Salzkriege, und später Italien mit den Weltkonflikten betrafen. Monasterolo war zwischen 1943 und 1945 der Einsatzort zahlreicher Partisanenbrigaden, insbesondere der „FAM Valcasotto“, und war 1944 an der Schlacht von Val Casotto und der Tragödie der nationalsozialistischen Razzien beteiligt.
Während des faschistischen Regimes, genauer gesagt von 1928 bis 1947, wurde das Dorf in die Gemeinde San Michele Mondovì angegliedert.
Derzeit ist die Stadt in zwei Hauptdörfer unterteilt. Sottana auf 735 m über dem Meeresspiegel und Soprana auf 824 m. Auf halber Strecke der Straße steht die Pfarrkirche, die zu Beginn des 20. Jahrhunderts erbaut wurde, um die beiden früheren Pfarreien zu vereinen. Die Pfarrkirche San Bernardo im Weiler Soprana und die Pfarrkirche S. Antonio im Weiler Sottana. Sie ist den Heiligen Jakobus und Johannes geweiht und verfügt noch über die Glocke, die einst zur Kirche San Bernardo gehörte.